# 加藤光男
加藤 光男（かとう みつお、1979年5月21日 - ）は、千葉県出身のサッカー指導者。タイA代表コーチ。父親は日本代表やタイ代表などでGKコーチを務めた加藤好男。

## 来歴
國學院久我山高校や國學院大學でサッカー歴があるがプロのサッカー選手にはならず、大学卒業後に大手不動産会社に就職。しかし後に退職してサッカー指導者の道に進み、早稲田大学ア式蹴球部やFELICE FC浦安のコーチを務める。
2012年、ヴィタヤ・ラオハクルに誘われ、タイのチョンブリーFCのアシスタントコーチに就任。父好男もGKコーチを務めており、親子でヴィタヤおよび和田昌裕両監督のもとで仕事をした。
2015年、和田が監督に就任した京都サンガF.C.の分析兼フィジカルコーチに就任。2016年と2017年は分析担当スタッフを務めた。
2018年にタイに戻ってノーンブワ・ピッチャヤFCのコーチを務め、翌2019年はサムットプラーカーン・シティFCでコーチを務めた。
2019年1月28日、チョンブリー県で開催されたAFCプロフェッショナル・コーチング・ディプロマの講習会に参加。この講習会には他に村山哲也、薛琦鉉、金南一らが参加した。
2021年4月29日、タイ・リーグ2のネイビーFC監督に就任。しかし、リーグ開幕から5試合で1分4敗と不振を極め、9月30日に辞任。
2023年7月4日、J3・テゲバジャーロ宮崎のトップチームコーチに就任。
同年9月27日、松田浩が監督を退任する事に伴い、監督に就任。日本のクラブで監督として指揮を執るのはキャリアで初めてとなる。
同年12月5日、2023シーズンでの監督退任が発表された。
12月29日、タイ代表コーチに就任したことが発表された。

## 学歴
- 浦安市立富岡中学校
- 國學院久我山高校
- 國學院大學

## 指導歴
- 2008年 - 2011年  早稲田大学ア式蹴球部コーチ
- 2011年 - 2012年  FELICE FC浦安コーチ
- 2012年 - 2014年  チョンブリーFC アシスタントコーチ
- 2015年 - 2017年  京都サンガF.C.
  - 2015年 分析兼フィジカルコーチ
  - 2016年 - 2017年 アナライジング（分析担当）
- 2018年  ノーンブワ・ピッチャヤFC コーチ
- 2019年  サッカータイ王国女子代表 アシスタントコーチ
- 2019年 - 2021年  サムットプラーカーン・シティFC コーチ
- 2021年  ネイビーFC 監督
- 2021年 - 2022年  サムットプラーカン・シティFC テクニカルディレクター
- 2021年 - 2022年  サッカー女子タイ代表 アシスタントコーチ
- 2022年 - 2023年  BGパトゥム・ユナイテッドFC アシスタントコーチ
- 2022年 - 2023年  チエンマイFC アシスタントコーチ
- 2023年7月 - 9月  テゲバジャーロ宮崎 トップチームコーチ
- 2023年9月 - 12月  テゲバジャーロ宮崎 監督
- 2023年12月 -  サッカータイ代表コーチ